# كأس الأمير 2002–03
أقيمت بطولة كأس الأمير الحادية والأربعون في موسم 2002/2003، وشارك في تلك البطولة جميع الفرق، وقد أقيمت بنظام الذهاب والإياب.

## الفرق المشاركة
- نادي الصليبيخات
- نادي الشباب الكويتي
- نادي النصر الكويتي
- نادي الجهراء
- نادي التضامن الكويتي
- نادي السالمية
- نادي الفحيحيل
- نادي الساحل الكويتي
- نادي خيطان
- نادي اليرموك
- نادي القادسية الكويتي
- نادي كاظمة
- نادي العربي الكويتي
- نادي الكويت

## الدور التمهيدي
- نادي الصليبيخات × نادي الشباب الكويتي (0:3) و(2:0)
- نادي النصر الكويتي × نادي الجهراء (5:4) و(2:0)
- نادي التضامن الكويتي × نادي السالمية (5:0) و(3:1)
- نادي الفحيحيل × نادي الساحل الكويتي (6:0) و(4:1)
- نادي خيطان × نادي اليرموك (2:1) و(1:3)
- نادي القادسية الكويتي × نادي كاظمة (0:4) و(1:0)

## الدور الربع نهائي
- نادي الجهراء × نادي الصليبيخات (3:1) و(1:2)
- نادي العربي الكويتي × نادي السالمية (3:1) و(0:2)
- نادي الساحل الكويتي × نادي خيطان (5:0) و(1:3)
- نادي القادسية الكويتي × نادي الكويت (1:1) و(0:2)

## الدور النصف النهائي
- نادي السالمية × نادي الصليبيخات (0:2) و(2:3)
- نادي القادسية الكويتي × نادي خيطان (0:1) و(0:4)

## مباراة تحديد المركزين الثالث والرابع
- نادي خيطان × نادي الصليبيخات (1:2)

## النهائي
- نادي القادسية الكويتي × نادي السالمية (2:2) (1:4)

سجل هدفي القادسية :
- علي الشمالي
- بدر المطوع

سجل هدفي السالمية :
- حسين الخضري
- صالح البريكي
- سجل للقادسية في الضربات الترجيحية (نهير الشمري ومساعد ندا وبدر المطوع وهاني الصقر)
- سجل للسالمية في الضربات الترجيحية (صالح البريكي)

## هداف البطولة
- جاسم الهويدي (السالمية) 7 أهداف.